# Mordet på Krogerup
|  | Denne artikel er oprettet af botten PalnaBot ud fra en ekstern database. Den kan derfor have sproglige fejl eller mangler. Denne skabelon kan fjernes efter kontrol af indholdet. |

Mordet på Krogerup er en film instrueret af Prami Larsen.

## Handling
Enkefrue von Krogerup holder en lille fest hvor hun vil fortælle, at hun har ændret sit testamente. Mindre end halv time senere ligger hun død på trappen - forgiftet! Er det sønnerne, der bliver snydt for arven, eller er det butleren eller sønnens kæreste, der har myrdet enkefruen?